# شغل الحافظة
شغل الحافظة مقدار ما يشغله منها البرنامج بتعليماته الجارية وقت تنفيذه ومعطياته وتعليماته الأخرى التي تنفذ عند اللزوم.

## انظر
- حافظة الحاسوب